# Biblia Trumpa
Biblia "God Bless the U.S.A. Bible", znana również jako Biblia Trumpa, jest wydaniem Biblii w wersji Króla Jakuba (KJV), zawierającym dodatkowe treści odnoszące się konkretnie do Stanów Zjednoczonych. 
Autorem kompilacji jest muzyk country Lee Greenwood i po raz pierwszy opublikowana w 2021 roku. Później była sprzedawana pod patronatem Donalda Trumpa podczas jego kampanii prezydenckiej w 2024 roku.
Wydawca reklamuje Biblię jako „łatwą do czytania, napisaną dużym drukiem [...] idealną do zabrania do kościoła, na studium biblijne, do pracy, podróży itp.". Biblia zawiera jednolite formatowanie dla wszystkich ksiąg, pozbawiona jest jakichkolwiek przypisów i odnośników. Słowa przypisywane Jezusowi, oznaczone są kolorem czerwonym.

## Historia
W maju 2021 roku, aby uczcić 20. rocznicę ataku na World Trade Center w Nowym Jorku w 2001 roku, Greenwood opublikował pierwsze wydanie Biblii „God Bless the U.S.A.”. Okładka ze sztucznej skóry posiada wytłoczenie w kształcie powiewającej flagi Stanów Zjednoczonych. Do Biblii dodano tekst Deklaracji Niepodległości, Konstytucji przed poprawkami, Karty Praw, Przysięgi Wierności oraz refren piosenki Greenwooda „God Bless the USA” napisanej odręcznie przez Greenwooda. Początkowo użytym przykładem miał być New International Version, ale Zondervan, oddział wydawnictwa HarperCollins, który posiada prawa do NIV, wstrzymał zgodę na użycie przekładu po wielu publicznych skargach. Ostatecznie użyto wersji Króla Jakuba, która jest w domenie publicznej w Stanach Zjednoczonych.
W 2024 roku, promocją wydania zajął się kandydat partii republikańskiej na urząd prezydenta USA, Donald Trump. W marcu Trump zaczął promować książkę w cenie 59,99 dolara. Strona internetowa sprzedająca Biblię (w sekcji pytań i odpowiedzi), reklamuje ją jako „jedyną Biblię zatwierdzoną przez Donalda Trumpa", a jego „imię, podobizna i wizerunek” są wykorzystywane na podstawie płatnej licencji jednej z organizacji Trumpa, CIC Ventures LLC.
Po nieudanej próbie zamachu na kandydata republikanów, wydawca udostępnił kolejną edycję, której okładka wzbogacona została o tekst „Dzień, w którym Bóg zainterweniował”. Kolejne wydanie pojawiło się po ogłoszeniu wyników wyborów z 5 listopada 2024. Widnieje na nim napis „Edycja z dnia inauguracji, 25 stycznia 2025”. Oba wydania sprzedawane były w listopadzie 2024 roku w cenie 69,99$, a specjalna limitowana edycja (1000 szt.) z odręcznym podpisem Donalda Trumpa, za 1000$.

## Kontrowersje
Wydanie i sprzedaż tej wersji Biblii spotkała się z krytyką, ze względu na włączenie do niej dokumentów specyficznych dla jednego kraju, oraz że sprawia wrażenie próby czerpania zysków z tekstu o znaczeniu religijnym. 
Ewangelikalny pastor Loran Livingston z Charlotte w Karolinie Północnej przyciągnął uwagę całego kraju, gdy wygłosił kazanie potępiające Biblię Trumpa jako „bluźnierczą” i „obrzydliwą” za powiązanie Biblii z amerykańską polityką. Tim Wildsmith na swoim kanale YouTube poświęconemu recenzjom Biblii, oceniając, opisał ją jako „skok na kasę” i „naprawdę tanią Biblię, której wyprodukowanie nie kosztowało ich zbyt wiele pieniędzy”. Jego film do listopada 2024, zgromadził ponad 680 000 wyświetleń. Wildsmith znalazł w niej sklejone strony, które uszkodziły się, gdy czytelnik próbował je oddzielić. Zauważył też, że litery są zbyt ciasno upakowane, aby można było ją łatwo czytać oraz, że w Biblii Trumpa brak jest poprawek 11-27 do Konstytucji USA, co skrytykował również Joe Patrice z serwisu „About the Law". Wildsmith podniósł też temat miejsca produkcji tej Biblii, bo wiele wskazywało na to, że została ona wyprodukowana w Chinach. Jednym z kluczowych elementów kampanii prezydenckiej Donalda Trumpa było podniesienie ceł na towary importowane z Chin oraz promowanie przenoszenia produkcji przemysłowej do Stanów Zjednoczonych. W związku z tym fakt, że druk Biblii Trumpa odbywał się w Chinach, mógł zostać odebrany jako niezgodny z głoszonymi przez niego postulatami i wywołać zarzuty o niekonsekwencję.
W czerwcu 2024 r. kurator szkół stanu Oklahoma, Ryan Walters, wydał notatkę, w której ogłosił, że wszystkie szkoły publiczne w Oklahomie będą zobowiązane do nauczania Biblii, w tym Dziesięciu Przykazań, nakazując „że każdy nauczyciel, każda klasa w stanie będzie miała Biblię w klasie i będzie nauczać z Biblii w klasie”. We wrześniu 2024 r. Walters ogłosił przetarg na dostawę 55 000 Biblii dla Departamentu Edukacji Oklahomy. Dokumenty przetargowe wymagały, aby „Biblie były wersją Króla Jakuba; muszą zawierać Stary i Nowy Testament; muszą zawierać kopie Przysięgi Wierności, Deklaracji Niepodległości, Konstytucji Stanów Zjednoczonych i Karty Praw; i muszą być oprawione w skórę lub materiał skóropodobny”. Wedle tych warunków przetargowych, Biblia Trumpa stała się jedynym kwalifikującym się produktem. Darmowe lub znacznie tańsze wersje Biblii są łatwo dostępne. Wielu stanowych legislatorów i członków stanowej rady szkolnej skrytykowało propozycję Waltersa na gruncie prawnym i konstytucyjnym. Były prokurator generalny Oklahomy Drew Edmondson powiedział, że zapytanie ofertowe nie było prawdziwie konkurencyjne, a zatem mogło naruszać prawo stanowe. Senator Mary Boren z Partii Demokratycznej skrytykowała działania Waltersa jako rażące naruszenie rozdziału kościoła od państwa (gwarantowanego przez konstytucję stanową), a także za faworyzowanie KJV w stosunku do innych tłumaczeń Biblii (takich jak Latin Catholic Bible, New International Version lub English Standard Version). Kilka dni po pojawieniu się krytyki, dokumenty przetargowe zostały poprawione, uznając, że amerykańskie dokumenty założycielskie mogą być zawarte w Biblii lub oddzielnie od niej. Walters stwierdził w filmie na portalu X: „Lewicowe media tak bardzo nienawidzą Donalda Trumpa i tak bardzo nienawidzą Biblii, że będą kłamać i podejmować wszelkie niezbędne środki, aby powstrzymać tę inicjatywę”.
Associated Press poinformowała w październiku 2024 r., że prawie 120 000 egzemplarzy Biblii zostało wydrukowanych w Hangzhou w Chinach i wysłanych do Stanów Zjednoczonych na początku roku, a koszt jednej książki wyniósł mniej niż 3 dolary.
CBS News poinformowało, że wraz z innymi przedsięwzięciami Trumpa podczas jego kampanii, rodzi to potencjalne konflikty interesów, ponieważ można je uznać za wkład w kampanię.